# Подгарић
Подгарић је насељено место у општини Берек, Бјеловарско-билогорска жупанија, Хрватска.

## Историја
До територијалне реорганизације у Хрватској био је у саставу старе општине Гарешница.

## Становништво
У попису становништва из 2011. године, Подгарић је имао 47 становника.
| Број становника према пописима | Број становника према пописима | Број становника према пописима | Број становника према пописима | Број становника према пописима | Број становника према пописима | Број становника према пописима | Број становника према пописима | Број становника према пописима | Број становника према пописима | Број становника према пописима | Број становника према пописима | Број становника према пописима | Број становника према пописима | Број становника према пописима | Број становника према пописима |
| ------------------------------ | ------------------------------ | ------------------------------ | ------------------------------ | ------------------------------ | ------------------------------ | ------------------------------ | ------------------------------ | ------------------------------ | ------------------------------ | ------------------------------ | ------------------------------ | ------------------------------ | ------------------------------ | ------------------------------ | ------------------------------ |
| 1857                           | 1869                           | 1880                           | 1890                           | 1900                           | 1910                           | 1921                           | 1931                           | 1948                           | 1953                           | 1961                           | 1971                           | 1981                           | 1991                           | 2001                           | 2011                           |
| 206                            | 178                            | 160                            | 182                            | 203                            | 207                            | 213                            | 260                            | 196                            | 184                            | 172                            | 115                            | 92                             | 76                             | 68                             | 47                             |

### Попис1991.
У попису становништва из 1991. године, Подгарић је имао 76 становника, следећег националног састава:
| Попис 1991.‍  | Попис 1991.‍  | Попис 1991.‍ | Попис 1991.‍ | Попис 1991.‍ |
| ------------ | ------------ | ----------- | ----------- | ----------- |
|              |              |             |             |             |
| Срби         | Срби         |             | 47          | 61,84%      |
| Хрвати       | Хрвати       |             | 15          | 19,73%      |
| Југословени  | Југословени  |             | 11          | 14,47%      |
| Мађари       | Мађари       |             | 1           | 1,31%       |
| остали       | остали       |             | 1           | 1,31%       |
| неопредељено | неопредељено |             | 1           | 1,31%       |
| укупно: 76   |              |             |             |             |

### Попис1910.
| Подгарић                                                                                                 | Подгарић |
| --- | --- |
| језик | вера |
| укупно: 207 Српски 184 (88,88%) Чешки 14 (6,76%) Немачки 4 (1,93%) Мађарски 3 (1,44%) Хрватски 2 (0,96%) | <div style="border:solid transparent;position:absolute;width:100px;line-height:0;<div style="border:solid transparent;position:absolute;width:100px;line-height:0;<div style="border:solid transparent;position:absolute;width:100px;line-height:0; укупно: 207 Православци 184 (88,88%) Римокатолици 23 (11,11%) - (-%) |

## Галерија
- вила "Гарић"
- језеро
- панорама
- пејзаж